# EA Playground
EA Playground es un videojuego de deportes desarrollado por EA Canada y publicado por Electronic Arts para Nintendo DS y Wii. El juego está inspirado en Wii Sports.

## Jugabilidad
El juego de Wii incluye varios minijuegos estructurados en torno a una "campaña" para un jugador y un modo de grupo para varios jugadores. Todos los minijuegos están basados en conocidos juegos de patio de recreo. Entre ellos se incluyen Dodgeball, Tetherball, carreras de coches de slot, carreras de aviones de papel, tiroteo con dardos y wall ball. También se incluye "Kicks", que es una mezcla de los deportes Soccer y Volleyball (Sepak takraw). Se pueden desbloquear más juegos progresando en la campaña para un jugador.
La versión para Nintendo DS del juego incluye varios modos de juego exclusivos, entre ellos Spitballs (que utiliza la entrada del micrófono), Bug Hunt y Skateboarding, que aprovecha el lápiz. Una vez más, los juegos se desbloquean al completar la campaña para un jugador. A continuación, se pueden jugar en el modo de Partida rápida.
Después de completar todos los juegos y desafíos, puedes jugar al (Gauntlet), un juego creado por el rey de las pegatinas, Connor. Después de derrotarlo, desbloquearás la calcomanía del rey de las calcomanías que muestra la emoción ganadora del jugador. Esta emoción también se puede ver al ganar un torneo en el modo multijugador. (Solo versión de Wii) También puedes desbloquear al rey de las calcomanías en el modo multijugador.

## Juegos incluidos y diferencias de versiones
| Título          | Wii | NDS | Descripción del juego |
| --------------- | --- | --- | --- |
| Dart Shootout   | Sí  | No  | Objetivo: disparar a los objetivos con caras tristes/enojadas para ganar puntos (no a las caras felices; esas restan puntos), disparar a la gente para también ganar puntos y vencer al jefe del nivel.                                    |
| Dodgeball       | Sí  | Sí  | Wii: Objetivo: eliminar a todos los jugadores del equipo oponente golpeándolos con pelotas. NDS: Usando el lápiz, controlas a 3 jugadores en la pantalla inferior en un juego de Dodgeball contra oponentes de IA en la pantalla superior. |
| Kicks           | Sí  | Sí  | Wii: Este juego es una mezcla de fútbol y voleibol. Tienes que patear la pelota por encima de la red y hacia el arco del oponente. NDS: Juego inspirado en el fútbol contra un oponente de IA.                                             |
| Paper Racers    | Sí  | No  | Objetivo: dirigir un avión a través de obstáculos hasta la línea de meta, obteniendo potenciadores como aumentos de velocidad, tiempo extra y, a veces, anillos rojos, verdes y azules.                                                    |
| Slot Car Racing | Sí  | No  | Objetivo: llegar a la meta en primer lugar. |
| Tetherball      | Sí  | No  | Objetivo: golpear la pelota alrededor del poste para que tu oponente no pueda devolverla mientras tu oponente intenta hacer lo mismo. |
| Wall Ball       | Sí  | No  | Objetivo: golpear la pelota contra la pared a través de potenciadores (por ejemplo, agujeros de teletransportación) para que pase por encima de tu oponente. Si lo haces, sumarás un punto.                                                |
| Bug Hunt        | Sí  | Sí  | Moviendo el jugador con el lápiz, recoge mariposas y evita las picaduras de abejas durante el mayor tiempo posible. |
| Hopscotch       | No  | Sí  | Juego de ritmo en el que debes reproducir patrones en la cancha. |
| Hoops           | Sí  | Sí  | Une los puntos con el lápiz para realizar trucos en el halfpipe. A medida que avanza el juego, se deben dibujar formas cada vez más complejas y más rápido.                                                                                |
| RC Car Racing   | Sí  | Sí  | Carreras de arriba hacia abajo contra 3 jugadores controlados por IA. Recoge armas y turbocompresores en la pista. |
| Skate & Sketch  | No  | Sí  | Une los puntos con el lápiz para realizar trucos en el halfpipe. A medida que avanza el juego, se deben dibujar formas cada vez más complejas y más rápido.                                                                                |
| Spit Balls      | No  | Sí  | Sopla en el micrófono (o usa los botones de disparo) para disparar bolitas de papel a los niños en el patio de juegos. |
| Trampoline      | No  | Sí  | Rebota más alto que tu oponente mientras evitas los pájaros y los globos que explotan. |

## Recepción
El juego recibió críticas mixtas, aunque la versión de DS obtuvo críticas ligeramente mejores. Para la versión de Wii, IGN le dio al juego una calificación de 6.6/10, diciendo que era un esfuerzo pasable por emular Wii Sports, elogiando el sistema de canicas y calcomanías para mejorar las habilidades junto con su presentación, pero criticando al juego por su falta de un minijuego tan divertido o adictivo como lo fueron los de Wii Sports. También le dieron a la versión DS un 7.0/10, afirmando que era ligeramente mejor que la versión Wii y que atraería más a los jugadores más jóvenes debido a que estaba en la DS.